# A Day's Pleasure
A Day’s Pleasure és una pel·lícula muda escrita, dirigida i protagonitzada per Charles Chaplin. Es va estrenar el 15 de desembre de 1919. Es tracta de la pel·lícula menys interessant de les que Chaplin va fer per a la First National ja que en aquell moment ja es trobava immers en la que seria una de ses seves obres mestres: “The Kid” (1921).

## Argument
La família vol passar el dia a la vora del mar, però el cotxe no vol arrancar. Al final Chaplin ho aconsegueix i emprèn l'excursió durant la qual es produiran diversos incidents. Els excursionistes arriben al mar i pugen a un vaixell de passatgers on al so d'una orquestra hi ha un ball on xoquen uns amb els altres. Chaplin acaba assegut a la falda de la dona d'un gran senyor i es produeix una gran baralla en la que el protagonista acaba sent vencedor.

## Repartiment
- Charles Chaplin (el pare)
- Edna Purviance (la mare)
- Jackie Coogan (el més petit dels nois)
- Marion Feducha (un dels nois)
- Bob Kelly (un dels nois)
- Tom Wilson (marit gros)
- Babe London (la seva esposa marejada)
- Henry Bergman (capità, automobilista, policia)
- Loyal Underwood (home enfadat al carrer)
- Albert Austin
- Jessie Van Trump